# 大桥镇 (江山市)
大桥镇，是中华人民共和国浙江省衢州市江山市东南部的一个镇。

## 行政区划
长台镇下辖以下地区：
冷水村、陈家村、大桥村、湖游村、福塘村、葩坞村、仕阳村、仕阳尾村、店边村、西坂村、桥头村、新桥村、上仓村、黄石村和芳源村。